# Ședieve, Novi Sanjarî
Ședieve (în ucraineană Шедієве) este localitatea de reședință a comunei Ședieve din raionul Novi Sanjarî, regiunea Poltava, Ucraina.

## Demografie
Componența lingvistică a localității Ședieve
     Ucraineană (96,09%)
     Rusă (3,5%)
     Alte limbi (0,42%)
Conform recensământului din 2001, majoritatea populației localității Ședieve era vorbitoare de ucraineană (96,09%), existând în minoritate și vorbitori de rusă (3,5%).